# I Can't Get Started

I Can't Get Started (with You) est une chanson écrite par Vernon Duke (musique) et Ira Gershwin (paroles) pour la comédie musicale Ziegfeld Follies of 1936. Dans le spectacle, la chanson a été chantée par l'acteur Bob Hope.
Le trompettiste américain Bunny Berigan a enregistré I Can't Get Started en 1937. Grâce à son enregistrement, le morceau est devenu un standard de jazz. Il a été particulièrement populaire chez les trompettistes. Berigan a reçu un Grammy Hall of Fame Award en 1975 pour sa version.

## Versions notables
- 1938 : Billie Holiday avec Lester Young[3]
- 1941 : Lester Young avec son propre trio dont le pianiste était Nat King Cole[1]
- 1945 : Dizzy Gillespie, alors au début de sa carrière[1]
- 1952 : Charlie Parker avec le Joe Lippman Orchestra
- 1955 : Lee Konitz et Warne Marsh, sur Lee Konitz with Warne Marsh
- 1963 : Charles Mingus en piano solo, sur Mingus Plays Piano
- 1986 : Chet Baker sur Chet Baker Sings Again
- 1994 : Michel Petrucciani et Niels-Henning Ørsted Pedersen, sur Petrucciani NHØP[4]